# Дорис Лойтард
Дорис Лойтард (на немски: Doris Leuthard) е швейцарски политик, бивш президент на Швейцария (2017).

## Биография
Родена е на 10 април 1963 г. в Мереншванд, Швейцария.

## Политическа кариера
От 1 август 2006 г. до 31 октомври 2010 г. е ръководител на Федералното министерство на икономиката. От 1 ноември 2010 г. е ръководител на Федералния департамент по околна среда, транспорт, енергетика и съобщения. Тя бе избрана за председател на Конфедерацията за 2010 г., а на 7 декември 2016 г. за 2017 г. Лойтард е член на Швейцарския национален съвет от 1999 до 2006 г. и председател на Християндемократическата народна партия (CVP / PDC) (2004 – 2006). След оставката на Джоузеф Деис от Швейцарския федерален съвет, Лойтард е избрана за негов наследник на 14 юни 2006 г. Тя получава 133 от общо 234 валидни гласа и става 109-а (и пета жена) от Федералния съвет. Нейните избори представляват отклонение от дълъг прецедент за заместване на член на Федералния съвет с някой от същата езикова група. Докато Деис е френски говорител, Лойтард е говорител на немски език. Тя е третата жена, заемаща поста, след Рут Драйфус (1999) и Мишлин Калми-Рей (2007).